# Lucy Vollbrecht-Büschlepp
Lucy Vollbrecht-Büschlepp (* 20. Dezember 1917 in Bocholt; † 3. Oktober 1995 in Bocholt) war eine deutsche Künstlerin.

## Leben
Lucy Büschlepp wurde 1917 als einziges Kind eines städtischen Vermessungsbeamten im westfälischen Bocholt geboren. Sie schloss ihre Schulausbildung am Mariengymnasium/Marienlyzeum Bocholt im Jahre 1937 mit dem Abitur ab und studierte von 1939 bis 1941 an der Folkwangschule für Gestaltung in Essen bei Urbach, Schardt, Pieper, Keller und Rüssing. 1942 heiratete sie. Aus der Ehe mit Heinz Vollbrecht stammt die Tochter Heide. Bis zum Tod ihres Mannes im Zweiten Weltkrieg wohnte sie in Neuroofen in Mecklenburg. 1945 kehrte sie nach Bocholt zurück und war dort fortan als freischaffende Künstlerin tätig. Der Wiederaufbau Bocholts und der daran anschließende Ausbau der Stadt ist vielfältig mit Vollbrecht-Büschlepps künstlerischem Wirken verbunden: In und an öffentlichen Gebäuden sichtbar sind z. B. Mosaike in der Pausenhalle des Euregiogymnasiums und des Berufskollegs am Wasserturm, Tabernakelstele, Altartisch, Chorgestühl und Klausurgitter sowie Fenster der Klosterkirche St. Klara, ein Fußbodenmosaik in der Hl.-Kreuz-Kirche, die Medaillon-Fenster im Großen Saal des Historischen Rathauses, die Glasbilder der Eingangshallen des Mariengymnasiums und des St.-Georg-Gymnasiums, sämtliche Fenster der Mussumer Kirche Maria Trösterin. Auch außerhalb Bocholts schuf Vollbrecht-Büschlepp öffentliche Kunst, beispielsweise in Wesel u. a. die Fenster und das Weinstock-Wandmosaik der St.-Martini-Kirche sowie die Bronzeskulptur an der Familienbildungsstätte, in Münster ein Mosaikfries in der Salvatorianer-Kapelle, in Hamminkeln die Grabstätte der Familie Hartmann auf dem Friedhof Marienthal. Wandbehänge, Aquarelle, Zeichnungen, Collagen aus ihrer Hand sind in Privatbesitz und der Allgemeinheit nur in Ausstellungen zugänglich. Viele Gebrauchsgraphiken und Zeichnungen finden sich in den Heften der Zeitschrift UNSER BOCHOLT, für die sie über vier Jahrzehnte bis zu ihrem Tod arbeitete.
Am 27. April 2006 benannte der Bezirksausschuss Mitte das Straßendreieck Osterstraße/Langenbergstraße/Südmauer in Lucy-Vollbrecht-Büschlepp-Platz um.
Zum 100. Geburtstag von Lucy Vollbrecht-Büschlepp fand im Stadtmuseum Bocholt und Euregio-Kunsthaus eine Ausstellung statt.

## Werk
Lucy Vollbrecht-Büschlepp schuf zahlreiche Mosaike und Glasbilder. Ferner stammen von ihr Wandbehänge, Aquarelle, Mosaike, Zeichnungen und Collagen. Ihre Werke prägen viele Kirchen, öffentliche Gebäude und private Wohnungen vor allem in Bocholt, am Niederrhein, im Münsterland und darüber hinaus zum Beispiel in Baltimore (USA), Ōsaka (Japan) und Holland. Ihre Werke waren bei Ausstellungen im In- und Ausland zu sehen, darunter in Einzelausstellungen u. a. in Apeldorn, Bielefeld (ZIF), Bocholt, Frankfurt (Paulskirche) und Münster.

## Auszeichnungen
1983 wurde Vollbrecht-Büschlepp mit der bronzenen Stadtplakette der Stadt Bocholt ausgezeichnet. Für ihr künstlerisches Werk und für den jahrzehntelangen Einsatz im Verein für Heimatpflege und im Euregio-Kunstkreis wurde sie 1992 mit dem Bundesverdienstkreuz am Bande ausgezeichnet.